# 運転免許試験場

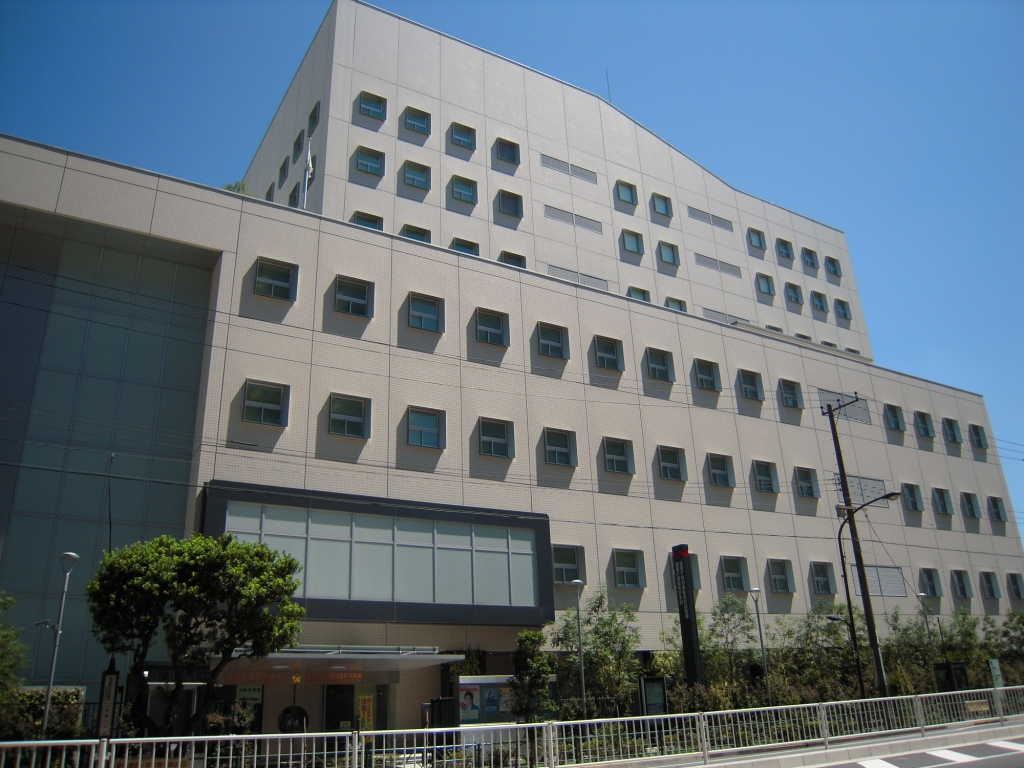
鮫洲運転免許試験場
東京都品川区東大井1-12-5

運転免許試験場（うんてんめんきょしけんじょう）は、自動車運転免許証の新規交付・更新・記載事項の変更等を行う機関である。

## 日本
日本では各都道府県公安委員会の管轄にあるが、実際の業務は法令の委任により都道府県警察本部交通部（この下に更に「運転免許本部」があることも）が行なっている。

### 様態
各都道府県に少なくとも1箇所は設置され、主に都道府県内の主要都市などに設置されている。名称は下記の表の通り、「運転免許試験場」「運転免許センター」など様々であるが、おおむね次のような施設がある。
- 学科試験を行う試験会場
- 技能試験や限定解除審査を行うための所内運転コース
- 視力検査や深視力や聴力の適性試験を行う施設
- 運転免許証及びマイナ免許証や国際運転免許証の新規発行・更新・再交付・記載事項変更等の窓口
- 高齢者や障害者の運転免許適性相談
- 交通安全協会申込み窓口
- 自動車安全運転センター支部（SDカードの発行申請）

指定自動車教習所などを卒業した場合でも、最終的に適性試験（視力検査など）や学科試験は、免許試験場で行われるので、運転免許証を受け取るためには、必ず1度は行くことになる場所である。また、仮免許やペーパードライバーのために、所内運転コースを事前予約で開放し、運転練習できる試験場も一部にある。
また二輪専用コースを（四輪コースと二輪コースが別々）設置している試験場もある。
各試験の合格発表は、ほとんどの試験場では受験番号が電光掲示板や液晶ディスプレイで表示されるが、技能試験において一部の試験場では、口頭に依るところもある。
また学科試験と技能試験、適性試験（運転免許試験に係る適性試験）は平日のみ実施しているところが多い。

#### 補助的な試験場
複数の免許試験場を有する都道府県の場合、筆頭格以外の試験場が、筆頭格の免許試験場の補助的な場所として試験を行うことが多く、所内コースがないところもあり、警察署の一部が試験場と呼ばれている例もある。所内コースがあっても、大型車や大型二輪、牽引、大型特殊などの技能試験は筆頭の免許試験場だけで行う県が多い。指定教習所を卒業した者は、適性試験と学科試験だけで免許が取得できるので、簡易な設備しかない補助的な免許試験場でも免許を取得できる利便性がある。
適性試験・学科試験のみ（技能試験は行わない）で免許が取得できる原付・小型特殊は、ほとんどすべての免許試験場で取得でき、一部の県では警察署で試験を実施しているところがある。

#### 更新センター
試験場で免許更新を行うだけで処理が可能な県は問題ないが、更新者が多く分散の必要がある県では更新センターを別に設けているところがある。免許試験はせず更新だけに特化しているので更新者を誘導し、試験場の混雑緩和に奏効する。

#### 出張試験
僻地・離島を抱える都道府県においては、運転免許試験の実施に際し受験者の利便を図るために、あらかじめ日時を定めた上で公安委員会の試験官が運転免許試験場以外の場所に派出して運転免許試験を行うことがある。
この場合は、当該地域の所轄警察署が全面的な支援をする（事実上当該所轄署が行う）ため、警察施設及びその近隣にある自動車教習所など相応の施設において試験が実施される。

#### 警察署での更新
一部の地域では、警察署でも更新できるところがある。即日交付してくれる場所もあるが、即日交付ではなく2週間後の交付（指定期日以降に警察署で受け取り、あるいは郵送を依頼）ということが多い。この場合、古い運転免許証の有効期間が1か月程度延長される処置が取られる。また、即日交付可能となっている警察署でも、即日交付を行うのは優良運転者（いわゆるゴールド免許）に限っているケースが多い。
なお、記載事項変更は住所地を管轄する警察署の他、一部の交番や駐在所で行えるところがある。

#### 運転免許試験場・更新センター 都道府県別一覧
表欄が青地の県は、免許試験場だけですべての業務を行っている（補助的な試験場がない）。「実車」は車両を使った技能試験、高齢者講習を実施している試験場、「座学」は筆記試験、免許更新・記載事項変更に関する事務を扱う試験場等を示す。
| 管区               | 都道府県           | 名称                                                   | 名称                                                      | 所在地           | 業務                       | 業務                                           | 備考（太字は通称） |
| 管区               | 都道府県           | 名称                                                   | 名称                                                      | 所在地           | 実車                       | 座学                                           | 備考（太字は通称） |
| ------------------ | ------------------ | ------------------------------------------------------ | --------------------------------------------------------- | ---------------- | -------------------------- | ---------------------------------------------- | --- |
|                    | 北海道             | 札幌運転免許試験場                                     | 札幌運転免許試験場                                        | 札幌市手稲区     | ○                          | ○                                              | 手稲（ていね） |
|                    | 北海道             | 中央優良運転者免許更新センター                         | 札幌市中央区                                              |                  | △                          | 中央警察署内。更新は優良・一般・高齢運転者のみ | |
|                    | 北海道             | 厚別優良運転者免許更新センター                         | 札幌市厚別区                                              |                  | △                          | 厚別警察署内。更新は優良・一般・高齢運転者のみ | |
| 函館運転免許試験場 | 函館運転免許試験場 | 函館市                                                 | ○                                                         | ○                | 石川（いしかわ）           |                                                | |
| 旭川運転免許試験場 | 旭川運転免許試験場 | 旭川市                                                 | ○                                                         | ○                | 近文（ちかぶみ＝JR近文駅） |                                                | |
| 釧路運転免許試験場 | 釧路運転免許試験場 | 釧路市                                                 | ○                                                         | ○                |                            |                                                | |
| 帯広運転免許試験場 | 帯広運転免許試験場 | 帯広市                                                 | ○                                                         | ○                |                            |                                                | |
| 北見運転免許試験場 | 北見運転免許試験場 | 北見市                                                 | ○                                                         | ○                |                            |                                                | |
| 東北               | 青森県             | 青森県運転免許センター                                 | 青森県運転免許センター                                    | 青森市           | ○                          | ○                                              | 即日交付に対応 県内唯一の技能試験場 |
| 東北               | 青森県             |                                                        | 八戸自動車運転免許試験場                                  | 八戸市           |                            | ○                                              | 八戸警察署内 即日交付に対応 学科試験のみ |
| 東北               | 青森県             |                                                        | 弘前自動車運転免許試験場                                  | 弘前市           |                            | ○                                              | 大久保（城東小跡地）に移転後は即日交付開始 学科試験のみ |
| 東北               | 青森県             |                                                        | むつ自動車運転免許試験場                                  | むつ市           |                            | △                                              | むつ警察署内 学科試験は毎週火曜日に実施 技能試験は未実施 |
| 東北               | 岩手県             | 岩手県運転免許試験場                                   | 岩手県運転免許試験場                                      | 盛岡市           | ○                          | ○                                              | 一本木（いっぽんぎ＝近隣の滝沢市の地名） |
| 東北               | 岩手県             |                                                        | 盛岡運転免許センター                                      | 盛岡市           |                            | △                                              | 盛岡駅西口のいわて県民情報交流センター内。学科試験・適性検査のみ |
| 東北               | 岩手県             |                                                        | 沿岸運転免許センター                                      | 釜石市           |                            | ○                                              | |
| 東北               | 岩手県             |                                                        | 県南運転免許センター                                      | 胆沢郡金ケ崎町   |                            | ○                                              | |
| 東北               | 岩手県             |                                                        | 県北運転免許センター                                      | 久慈市           |                            | ○                                              | |
| 東北               | 宮城県             | 宮城県運転免許センター                                 | 宮城県運転免許センター                                    | 仙台市泉区       | ○                          | ○                                              | 市名坂（あるいは八乙女、七北田。仙台市地下鉄八乙女駅） |
| 東北               | 宮城県             |                                                        | 古川運転免許センター                                      | 大崎市           |                            | ○                                              | |
| 東北               | 宮城県             |                                                        | 石巻運転免許センター                                      | 東松島市         |                            | ○                                              | |
| 東北               | 宮城県             |                                                        | 仙南運転免許センター                                      | 柴田郡大河原町   |                            | ○                                              | |
| 東北               | 秋田県             | 秋田県警察運転免許センター                             | 秋田県警察運転免許センター                                | 秋田市           | ○                          | ○                                              | 割山（わりやま） |
| 東北               | 山形県             | 山形県総合交通安全センター                             | 山形県総合交通安全センター                                | 天童市           | ○                          | ○                                              | 漆山又は高擶（いずれも最寄り駅名）、荒谷（旧所在地） |
| 東北               | 福島県             | 福島運転免許センター                                   | 福島運転免許センター                                      | 福島市           | ○                          | ○                                              | 庭坂、毎月1回いわき・会津・南相馬で出張試験あり |
| 東北               | 福島県             | 郡山運転免許センター                                   | 郡山運転免許センター                                      | 郡山市           | △                          | ○                                              | 技能試験は金曜のみ |
| 関東               | 茨城県             | 茨城県運転免許試験場                                   | 茨城県運転免許試験場                                      | 東茨城郡茨城町   | ○                          | ○                                              | 長岡（ながおか＝所在地名） |
| 関東               | 栃木県             | 栃木県運転免許センター                                 | 栃木県運転免許センター                                    | 鹿沼市           | ○                          | ○                                              | 鹿沼（かぬま＝所在地名） |
| 関東               | 群馬県             | 群馬県総合交通センター                                 | 群馬県総合交通センター                                    | 前橋市           | ○                          | ○                                              | 新前橋（しんまえばし＝JR新前橋駅） |
| 関東               | 埼玉県             | 埼玉県警察運転免許センター                             | 埼玉県警察運転免許センター                                | 鴻巣市           | ○                          | ○                                              | 鴻巣（こうのす） |
| 関東               | 千葉県             | 千葉運転免許センター                                   | 千葉運転免許センター                                      | 千葉市美浜区     | ○                          | ○                                              | 幕張（JR海浜幕張駅） |
| 関東               | 千葉県             |                                                        | 流山運転免許センター                                      | 流山市           | △                          | ○                                              | 指定自動車教習所卒業者、及び原付・小特試験のみ |
| 関東               | 東京都             | 府中運転免許試験場                                     | 府中運転免許試験場                                        | 府中市           | ○                          | ○                                              | 府中 |
| 関東               | 東京都             | 鮫洲運転免許試験場                                     | 鮫洲運転免許試験場                                        | 品川区           | △                          | ○                                              | 鮫洲、技能は中型二種免許、中型仮免許（バス型限定）を除くすべて |
| 関東               | 東京都             |                                                        | 江東運転免許試験場                                        | 江東区           |                            | ○                                              | 東陽町（東京メトロ東陽町駅）又は江東、指定自動車教習所卒業者のみ |
| 関東               | 東京都             |                                                        | 神田運転免許更新センター                                  | 千代田区         |                            | △                                              | 神田、東京都産業労働局神田庁舎。更新業務のみ |
| 関東               | 東京都             |                                                        | 新宿運転免許更新センター                                  | 新宿区           |                            | △                                              | 新宿、東京都庁第2庁舎。更新業務のみ |
| 関東               | 神奈川県           | 神奈川県警察運転免許センター                           | 神奈川県警察運転免許センター                              | 横浜市旭区       | ○                          | ○                                              | 二俣（川）（相鉄二俣川駅） |
| 関東               | 新潟県             | 新潟県運転免許センター                                 | 新潟県運転免許センター                                    | 北蒲原郡聖籠町   | ○                          | ○                                              | 全車種技能試験取り扱い（県内唯一） |
| 関東               | 新潟県             |                                                        | 新潟県運転免許センター古町出張所                          | 新潟市中央区     |                            | △                                              | 所謂「ゴールド免許センター」。優良運転者・高齢者講習受講済み等対象者の更新および一部手続きのみ                                                                                      |
| 関東               | 新潟県             |                                                        | 新潟県運転免許センター長岡支所                            | 長岡市           | △                          | ○                                              | 大型［一種・二種］・けん引［一種・二種］技能試験は行っていない。通称、宮内（2000年7月までセンターがあった摂田屋地区の周辺に主な駅として宮内駅があったため）                         |
| 関東               | 新潟県             |                                                        | 新潟県運転免許センター上越支所                            | 上越市           | △                          | ○                                              | 大型［一種・二種］・中型二種・けん引［一種・二種］技能試験は行っていない |
| 関東               | 新潟県             |                                                        | 新潟県運転免許センター佐渡支所                            | 佐渡市           | △                          | ○                                              | 通常は更新のみ。ただし出張試験あり |
| 関東               | 山梨県             | 山梨県総合交通センター                                 | 山梨県総合交通センター                                    | 南アルプス市     | ○                          | ○                                              | |
| 関東               | 山梨県             |                                                        | 運転免許課 免許センター都留分室                           | 都留市           |                            | ○                                              | 技能試験は実施せず |
| 関東               | 長野県             | 中南信運転免許センター                                 | 中南信運転免許センター                                    | 塩尻市           | ○                          | ○                                              | 塩尻あるいは桔梗ヶ原 |
| 関東               | 長野県             | 北信運転免許センター                                   | 北信運転免許センター                                      | 長野市           | △                          | ○                                              | 篠ノ井（JR篠ノ井駅）、技能は普通（仮免・一種・二種）・中型一種のみ |
| 関東               | 長野県             | 東信運転免許センター                                   | 東信運転免許センター                                      | 佐久市           |                            | ○                                              | |
| 関東               | 静岡県             | 中部運転免許センター                                   | 中部運転免許センター                                      | 静岡市葵区       | ○                          | ○                                              | |
| 関東               | 静岡県             | 東部運転免許センター                                   | 東部運転免許センター                                      | 沼津市           | ○                          | ○                                              | |
| 関東               | 静岡県             | 西部運転免許センター                                   | 西部運転免許センター                                      | 浜松市浜名区     | ○                          | ○                                              | 浜北または小松（所在地の地名および最寄駅の遠州鉄道遠州小松駅） |
| 中部               | 富山県             | 富山県運転教育センター                                 | 富山県運転教育センター                                    | 富山市           | ○                          | ○                                              | 針原または飯野（はりわら・いいの＝近隣地名） |
| 中部               | 富山県             |                                                        | 高岡運転免許更新センター                                  | 高岡市           |                            | ○                                              | 更新のみ |
| 中部               | 石川県             | 石川県運転免許センター                                 | 石川県運転免許センター                                    | 金沢市           | ○                          | ○                                              | 蚊爪（かがつめ=所在地の地名） |
| 中部               | 福井県             | 福井県運転者教育センター                               | 福井県運転者教育センター                                  | 坂井市           | ○                          | ○                                              | 春江 |
| 中部               | 福井県             |                                                        | 奥越運転者教育センター                                    | 大野市           |                            | ○                                              | 技能試験実施せず |
| 中部               | 福井県             |                                                        | 丹南運転者教育センター                                    | 越前市           |                            | ○                                              | 技能試験実施せず |
| 中部               | 福井県             | 嶺南運転者教育センター                                 | 嶺南運転者教育センター                                    | 三方上中郡若狭町 | △                          | ○                                              | 大型（全種）、中型（二種・バス型仮免）、大型二輪、大特、牽引の技能試験実施せず。 |
| 中部               | 岐阜県             | 岐阜試験場                                             | 岐阜試験場                                                | 岐阜市           | ○                          |                                                | 三田洞（みたほら、みたぼら） |
| 中部               | 岐阜県             |                                                        | 岐阜運転者講習センター                                    | 岐阜市           |                            | ○                                              | 岐阜試験場の免許更新事務を分離移転 |
| 中部               | 岐阜県             |                                                        | 西濃運転者講習センター                                    | 大垣市           |                            | ○                                              | 小特、原付試験受付は終了 |
| 中部               | 岐阜県             |                                                        | 中濃運転者講習センター                                    | 関市             |                            | ○                                              | 小特、原付試験受付は終了 |
| 中部               | 岐阜県             | 多治見運転者講習センター・多治見試験場                 | 多治見運転者講習センター・多治見試験場                    | 多治見市         | △                          | ○                                              | 技能は普通仮免と普通のみで火曜日（第二週を除く）のみ実施 |
| 中部               | 岐阜県             |                                                        | 東濃運転者講習センター・東濃試験場                        | 中津川市         |                            | ○                                              | 技能試験実施せず |
| 中部               | 岐阜県             | 高山運転者講習センター・高山試験場                     | 高山運転者講習センター・高山試験場                        | 高山市           | △                          | ○                                              | 技能は普通仮免と普通のみで金曜日のみ試験を実施 |
| 中部               | 愛知県             | 愛知県運転免許試験場                                   | 愛知県運転免許試験場                                      | 名古屋市天白区   | ○                          | ○                                              | 平針（ひらばり=所在地の地名、または最寄駅の名古屋市営地下鉄鶴舞線平針駅） |
| 中部               | 愛知県             | 東三河運転免許センター                                 | 東三河運転免許センター                                    | 豊川市           | △                          | ○                                              | 大型二輪、牽引などの技能試験実施せず |
| 中部               | 三重県             | 三重県運転免許センター                                 | 三重県運転免許センター                                    | 津市             | ○                          | ○                                              | |
| 近畿               | 滋賀県             | 滋賀県運転免許センター                                 | 滋賀県運転免許センター                                    | 守山市           | ○                          | ○                                              | 守山（もりやま） |
| 近畿               | 滋賀県             |                                                        | 滋賀県運転免許サブセンター（米原分室）                    | 米原市           |                            | ○                                              | 技能試験実施せず |
| 近畿               | 京都府             | 京都府運転免許試験場                                   | 京都府運転免許試験場                                      | 京都市伏見区     | ○                          | ○                                              | 羽束師（はづかし）または長岡（阪急長岡天神駅） |
| 近畿               | 京都府             |                                                        | 京都駅前運転免許更新センター                              | 京都市下京区     |                            | △                                              | 更新は優良・高齢運転者のみ |
| 近畿               | 大阪府             | 門真運転免許試験場                                     | 門真運転免許試験場                                        | 門真市           | ○                          | ○                                              | 門真または古川橋（京阪古川橋駅） |
| 近畿               | 大阪府             | 光明池運転免許試験場                                   | 光明池運転免許試験場                                      | 和泉市           | △                          | ○                                              | 光明池（南海泉北線光明池駅）、牽引、大型2種などの技能試験実施せず |
| 近畿               | 兵庫県             | 兵庫県自動車運転免許試験場                             | 兵庫県自動車運転免許試験場                                | 明石市           | ○                          | ○                                              | 明石、明石更新センター併設 |
| 近畿               | 兵庫県             |                                                        | 阪神更新センター                                          | 伊丹市           |                            | ○                                              | 更新のみ |
| 近畿               | 兵庫県             |                                                        | 神戸更新センター                                          | 神戸市           |                            | △                                              | 優良・高齢運転者の更新のみ |
| 近畿               | 兵庫県             |                                                        | 姫路更新センター                                          | 姫路市           |                            | △                                              | 優良・高齢運転者の更新のみ |
| 近畿               | 兵庫県             | 但馬運転免許センター                                   | 但馬運転免許センター                                      | 養父市           | △                          | ○                                              | 八鹿(ようか)、技能試験木・金のみ、牽引などの技能試験実施せず |
| 近畿               | 奈良県             | 奈良県運転免許センター                                 | 奈良県運転免許センター                                    | 橿原市           | ○                          | ○                                              | 新ノ口（にのくち=近鉄新ノ口駅） |
| 近畿               | 和歌山県           | 和歌山県警察本部交通センター（第1試験場）              | 和歌山県警察本部交通センター（第1試験場）                 | 和歌山市         | ○                          | ○                                              | 岡崎（かつての最寄駅和歌山電鐵岡崎前駅。現在の最寄駅は交通センター前駅）、交通センターとは試験場や更新施設などの総称                                                                |
| 近畿               | 和歌山県           |                                                        | 和歌山県自動車運転免許第2試験場                           | 田辺市           | △                          |                                                | 万呂、普通、普通二輪の技能試験 |
| 近畿               | 和歌山県           | 田辺運転免許センター                                   | 田辺市                                                    |                  | ○                          | 教習所卒業者など                               | |
| 近畿               | 和歌山県           |                                                        | 新宮運転免許センター                                      | 新宮市           | △                          |                                                | 普通、普通二輪の技能試験 |
| 中国               | 鳥取県             | 鳥取県自動車運転免許試験場（中部地区運転免許センター） | 鳥取県自動車運転免許試験場（中部地区運転免許センター）    | 東伯郡湯梨浜町   | ○                          | ○                                              | ハワイあるいは羽合（はわい＝所在地の旧町名）、2008年9月28日に東伯郡北栄町（通称：由良（ゆら=所在地の地名及びJR山陰本線由良駅））から移転                                            |
| 中国               | 鳥取県             |                                                        | 西部地区運転免許センター                                  | 米子市           |                            | ○                                              | 技能試験実施せず |
| 中国               | 鳥取県             |                                                        | 東部地区運転免許センター                                  | 鳥取市           |                            | ○                                              | 技能試験実施せず |
| 中国               | 島根県             | 島根県免許センター                                     | 島根県免許センター                                        | 松江市           | ○                          | ○                                              | |
| 中国               | 島根県             |                                                        | 隠岐練習所                                                | 隠岐郡隠岐の島町 | △                          |                                                | 普通免許、普通仮免許、普通自動二輪（小型限定） |
| 中国               | 島根県             | 島根県西部免許センター                                 | 島根県西部免許センター                                    | 浜田市           | ○                          | ○                                              | |
| 中国               | 岡山県             | 岡山県運転免許センター                                 | 岡山県運転免許センター                                    | 岡山市北区       | ○                          | ○                                              | 御津（みつ＝所在地の旧町名） |
| 中国               | 岡山県             |                                                        | 倉敷試験場                                                | 倉敷市           | △                          |                                                | 水、金曜日に開設 |
| 中国               | 岡山県             | 倉敷運転免許更新センター                               |                                                           | 倉敷市           | △                          | 優良・高齢運転者の更新のみ                     | |
| 中国               | 岡山県             |                                                        | 津山試験場                                                | 津山市           | △                          |                                                | 火、木曜日に開設 |
| 中国               | 広島県             | 広島県運転免許センター                                 | 広島県運転免許センター                                    | 広島市佐伯区     | ○                          | ○                                              | 広島又は石内 |
| 中国               | 広島県             | 広島県東部運転免許センター                             | 広島県東部運転免許センター                                | 福山市           | △                          | ○                                              | 福山、備後地域住民の利便を図るため新設された 技能試験は普通車、準中型、普通自動二輪（AT・小型・小型AT限定含む）、大型自動二輪（AT限定含む）普通二種のみ                             |
| 中国               | 広島県             |                                                        | 広島県自動車運転免許三次試験場                            | 三次市           | △                          |                                                | 三次、火、水、木曜日のみ 技能試験は普通車、準中型、普通自動二輪、普通自動二輪（小型限定）のみ                                                                                       |
| 中国               | 山口県             | 山口県総合交通センター                                 | 山口県総合交通センター                                    | 山口市           | ○                          | ○                                              | 小郡（おごおり＝所在地の旧町名） |
| 四国               | 徳島県             | 徳島県運転免許センター                                 | 徳島県運転免許センター                                    | 板野郡松茂町     | ○                          | ○                                              | 1973年10月に徳島市安宅（通称、安宅（あたけ=所在地の地名）から徳島市大原町へ移転。 2014年1月5日に徳島市大原町（通称、大原（おおはら=所在地の地名）から徳島空港旧ターミナルビルに移転 |
| 四国               | 香川県             | 香川県警察本部運転免許センター                         | 香川県警察本部運転免許センター                            | 高松市           | ○                          | ○                                              | 郷東（ごうとう） |
| 四国               | 香川県             |                                                        | 香川県警察本部東かがわ運転免許更新センター                | 東かがわ市       |                            | ○                                              | 更新のみ |
| 四国               | 香川県             |                                                        | 香川県警察本部小豆運転免許更新センター                    | 小豆郡土庄町     |                            | ○                                              | 更新のみ |
| 四国               | 香川県             |                                                        | 香川県警察本部善通寺運転免許更新センター                  | 善通寺市         |                            | ○                                              | 更新のみ |
| 四国               | 愛媛県             | 愛媛県運転免許センター                                 | 愛媛県運転免許センター                                    | 松山市           | ○                          | ○                                              | 勝岡（かつおか） |
| 四国               | 高知県             | 高知県運転免許センター                                 | 高知県運転免許センター                                    | 吾川郡いの町     | ○                          | ○                                              | 枝川（えだがわ） |
| 九州               | 福岡県             | 筑豊自動車運転免許試験場                               | 筑豊自動車運転免許試験場                                  | 飯塚市           | ○                          | ○                                              | 全車種の技能試験に対応 |
| 九州               | 福岡県             | 福岡自動車運転免許試験場                               | 福岡自動車運転免許試験場                                  | 福岡市南区       |                            | ○                                              | 花畑、野間（のま＝近隣地名）、皿山（さらやま）。実車業務廃止 |
| 九州               | 福岡県             |                                                        | 渡辺通優良運転者免許更新センター                          | 福岡市中央区     |                            | △                                              | 優良運転者・高齢者講習受講済み等対象者の更新および一部手続きのみ（2009年10月1日開設）                                                                                               |
| 九州               | 福岡県             | 北九州自動車運転免許試験場                             | 北九州自動車運転免許試験場                                | 北九州市小倉南区 |                            | ○                                              | 北方（きたがた）、実車業務廃止 |
| 九州               | 福岡県             |                                                        | 黒崎優良運転者免許更新センター                            | 北九州市八幡西区 |                            | △                                              | 優良運転者・高齢者講習受講済み等対象者の更新および一部手続きのみ |
| 九州               | 福岡県             | 筑後自動車運転免許試験場                               | 筑後自動車運転免許試験場                                  | 筑後市           | △                          | ○                                              | 羽犬塚（はいぬづか）、技能試験は一部車種のみ |
| 九州               | 佐賀県             | 佐賀県運転免許試験場                                   | 佐賀県運転免許試験場                                      | 佐賀市           | ○                          | △                                              | 技能試験と発行のみ |
| 九州               | 佐賀県             |                                                        | 佐賀県運転免許センター                                    | 佐賀市           |                            | △                                              | 更新と再発行のみ |
| 九州               | 長崎県             | 長崎県運転免許試験場                                   | 長崎県運転免許試験場                                      | 大村市           | ○                          | ○                                              | 大村（おおむら） |
| 九州               | 長崎県             |                                                        | 長崎運転免許センター                                      | 長崎市           |                            | ○                                              | 更新と再発行のみ |
| 九州               | 熊本県             | 熊本県運転免許センター                                 | 熊本県運転免許センター                                    | 菊池郡菊陽町     | ○                          | ○                                              | |
| 九州               | 大分県             | 大分県運転免許センター                                 | 大分県運転免許センター                                    | 大分市           | ○                          | ○                                              | |
| 九州               | 宮崎県             | 宮崎県総合自動車運転免許センター                       | 宮崎県総合自動車運転免許センター                          | 宮崎市           | ○                          | ○                                              | 一ツ葉（ひとつば）、「宮崎運転免許センター」、「宮崎運転免許試験場」とも |
| 九州               | 宮崎県             |                                                        | 延岡運転免許センター                                      | 延岡市           |                            | ○                                              | 技能試験実施せず |
| 九州               | 宮崎県             |                                                        | 都城運転免許センター                                      | 北諸県郡三股町   |                            | ○                                              | 技能試験実施せず |
| 九州               | 鹿児島県           | 鹿児島県総合運転免許試験場                             | 鹿児島県総合運転免許試験場                                | 姶良市           | ○                          | ○                                              | 帖佐（ちょうさ＝JR日豊本線帖佐駅） |
| 九州               | 鹿児島県           |                                                        | 鹿児島県交通安全教育センター                              | 鹿児島市         |                            | △                                              | 谷山（たにやま＝周辺地区名）、更新・運転者講習のみ。 |
| 九州               | 沖縄県             | 沖縄県警察運転免許センター                             | 沖縄県警察運転免許センター                                | 豊見城市         | ○                          | ○                                              | 2011年1月に那覇市から移転。久米島で技能試験出張毎月2回実施 |
| 九州               | 沖縄県             |                                                        | 沖縄県運転免許センター中部支所(安全運転学校 中部分校)     | 沖縄市           |                            | ○                                              | ()内は旧名称だが、沖縄県警察ホームページ上では表記揺れがある。 |
| 九州               | 沖縄県             |                                                        | 沖縄県運転免許センター北部支所(安全運転学校 北部分校)     | 名護市           | △                          | ○                                              | 技能試験出張毎月2回。 ()内は旧名称だが、沖縄県警察ホームページ上では表記揺れがある。                                                                                                |
| 九州               | 沖縄県             |                                                        | 沖縄県運転免許センター宮古支所(安全運転学校 宮古分校)     | 宮古島市         | △                          | ○                                              | 技能試験出張毎月2回。 ()内は旧名称だが、沖縄県警察ホームページ上では表記揺れがある。                                                                                                |
| 九州               | 沖縄県             |                                                        | 沖縄県運転免許センター八重山支所(安全運転学校 八重山分校) | 石垣市           | △                          | ○                                              | 技能試験出張毎月2回。 ()内は旧名称だが、沖縄県警察ホームページ上では表記揺れがある。                                                                                                |

## 米国のDMV
アメリカ合衆国の各州には日本の運転免許センターに相当する施設としてDepartment of Motor Vehicles（DMV、車両管理局）がある。公道の運転許可のほか運転免許証の更新もDMVが身元確認を行った上で実施している。ただし、Department of Motor Vehicles（DMV、車両管理局）は運転免許試験の業務だけを行っているわけではなく自動車の登録（車両登録）、住民の公的な身分証明などの業務も行う機関である。
アメリカ合衆国には住民登録の制度がないため、自動車免許によって、IDカードの交付や有権者登録など各種の身分証明を行う機関にもなっており（例えばカリフォルニア州車両管理局の場合はカリフォルニア州運転免許証や身分証明カード）、DMVは住民にとって身近な行政機関になっている。